# Mr. Vibes: Quartet & Octet Sessions 1958–1960
Mr. Vibes: Quartet and Octet Sessions 1958–1960 ist ein Jazzalbum von Michel Hausser. Die von April 1958 bis Juli 1960 entstandenen Aufnahmen erschienen 2020 auf Fresh Sound Records. Neben einigen bislang unveröffentlichten Aufnahmen enthält die Kompilation Haussers EPs und LPs für Columbia Records und Disques Barclay aus dieser Zeit.

## Hintergrund
Obwohl es in den 1940er-Jahren bereits Lionel Hampton und dann Red Norvo gab, war in den 1950er Jahren das Vibraphon im Jazz noch ein relativ seltenes Instrument, notierte Alex Dutilh. Milt Jackson begann gerade erst, neue Wege einzuschlagen, noch vor Eddie Costa, Teddy Charles, Cal Tjader oder Walt Dickerson. In Europa waren der Belgier Fats Sadi und der Franzose Géo Daly die Vorreiter in der ersten Hälfte des Jahrzehnts; und schließlich trat ab 1955 Michel Hausser mit diesem Instrument in Pariser Clubs auf.
Die von Jordi Pujol für Fresh Sound produzierte Edition mit Aufnahmen Michel Haussers enthält in verschiedenen Quartett- oder Oktett-Besetzungen von 1958 bis 1960 aufgenommenes Material. Beteiligt waren Musiker, die zu den prägenden Gestalten des französischen (bzw. belgischen) Jazz der damaligen Zeit gehörten, darunter René Urtreger, Henri Renaud, Daniel Humair, Kenny Clarke, Paul Rovère sowie der Flötist Bobby Jaspar. Ende 1956 eröffnete Michel Haussers Trio den Pariser Club Le Chat qui pêche, der bis 1970 das Jazzleben der Hauptstadt prägen sollte.
Im ersten Teil der Kompilation spielt Hausser in verschiedenen Quartetten, die er z. T. unter eigenem Namen für Columbia Records aufnahm. Bei seiner ersten Studiosession am 23. April 1958 spielte er neben zwei eigenen Kompositionen die Standards „Isn’t It Romantic“ und „Everything Happens to Me“ ein. Die folgenden Titel stammten vom Auftritt Haussers mit Henri Renaud, Ricardo Galeazzi und Dante Agostini beim Cannes Jazz Festival am 11. Juli 1958. Dargeboten wurden Titel wie Charlie Parkers „Now’s the Time“ und der Klassiker „These Foolish Things“. Bei der folgenden Session am 16. Dezember 1958 für die LP Vibes & Flute waren Bobby Jaspar, Rene Urtreger, Paul Rovère und Daniel Humair beteiligt; es entstanden u. a. Cover von Jazztiteln der Zeit wie „Moaninn’“ und „I Remember Clifford“. Die Nummer „Are You Real?“ blieb damals unveröffentlicht. Im November 1959 spielte Hausser mit Urtreger, Rovère und Humair eine zweite EP für Columbia ein (Michel Hausser Quartet Vol. N° 2); dargeboten wurden auch die Standards „Willow Weep for Me“ und Vernon Dukes „Taking a Chance on Love“.
Die zweite CD beginnt mit Stücken aus einem Album, das unter Jaspars Leitung für Barclay entstanden war; die Band spielte u. a. Standards wie „Speak Low“ von Kurt Weill und Jazztitel wie Thelonious Monks „Misterioso“. und Charlie Parkers „Chasing the Bird“. Im zweiten Teil der Kompilation finden sich außerdem Aufnahmen Haussers mit einem Oktett, zu dem bei einer Session 1960 in Hamburg die Bläser Roger Guerin (Trompete), Luis Fuentes (Posaune), Dominique Canson (Flöte/Altsaxophon) und Bob Garcia (Tenorsaxophon) gehören. Gespielt wurde erneut „These Foolish Things“, außerdem ein MJQ-artiges „Up in Hamburg“ sowie Milt Jacksons „Opus de Funk“. Wee Dot entstand bei einer Jamsession im Juli 1958 auf dem Cannes Jazz Festival mit den Musikern Donald Byrd, Zoot Sims, Doug Watkins, Art Taylor und Bobby Jaspar. Die zeitlich letzten Stücke, These Foolish Things und Made in Switzerland, stammen von einem Auftritt der Michel Hausser All Stars beim Festival d'Antibes in Juan-Les-Pins im Juli 1961.

## Titelliste
- Michel Hausser : Mr. Vibe: Quartet & Octet Sessions 1958–1960 (Fresh Sound Records FSR-CD 994)[4]

CD 1
1. Blues pour le Chat 3:29
2. Isn’t It Romantic (Rodgers & Hart) 3:37
3. Rue Dauphine 3:10
4. Everything Happens to Me (Matt Dennis, Tom Adair) 4:26
5. Now’s the Time (Charlie Parker) 4:26
6. H.E.C Blues 5:21
7. Rue Dauphine 2:52
8. Michel Hausser Introduces the Musicians 0:22
9. These Foolish Things (Jack Strachey, Harry Link, Holt Marvell) 5:29
10. Blues pour le Chat 4:41
11. Moanin’ (Bobby Timmons, Jon Hendricks) 8:38
12. I Remember Clifford (Benny Golson) 4:01
13. H.E.C Blues 7:08
14. Monsieur De... (René Urtréger) 5:00
15. It’s the Talk of the Town (Jerry Levinson, Al J. Neiburg, Marty Symes) 3:40
16. Made in Switzerland 2:36
17. Willow Weep for Me (Ann Ronell) 2:07
18. Who, You? 2:44
19. 4 R 2:16
20. Taking a Chance on Love (Vernon Duke, Ted Fetter, John Latouche) 2:29

CD 2
1. Cliff Cliff (Jacques Hess) 5:15
2. Phenil Isopropil Amine (Bobby Jaspar) 3:22
3. Mysterioso (= Misterioso) (Thelonious Monk) 3:27
4. Lullaby of the Leaves (Berencie Betkere, Joe Young) 3:33
5. Waiting for Irene (Bobby Jaspar) 3:51
6. Chasing the Bird (Charlie Parker) 5:11
7. Speak Low (Kurt Weill) 4:19
8. Up in Hamburg 3:28
9. Opus the Funk (Horace Silver) 3:38
10. These Foolish Things (Jack Strachey, Harry Link, Holt Marvell) 3:21
11. Tadd’s Delight (Tadd Dameron) 3:02
12. Jive at Five (Count Basie, Sweets Edison) 4:31
13. Blues a San Pauli 3:06
14. Darn That Dream (Jimmy Van Heusen, Eddie DeLange) 4:54
15. Tune Up (Miles Davis) 3:05
16. These Foolish Things (Jack Strachey, Harry Link, Holt Marvell) 4:47
17. Made in Switzerland 4:59
18. Wee Dot (J. J. Johnson, Leo Parker) 7:54

Wenn nicht anders vermerkt, stammen die Kompositionen von Michel Hausser.

## Rezeption

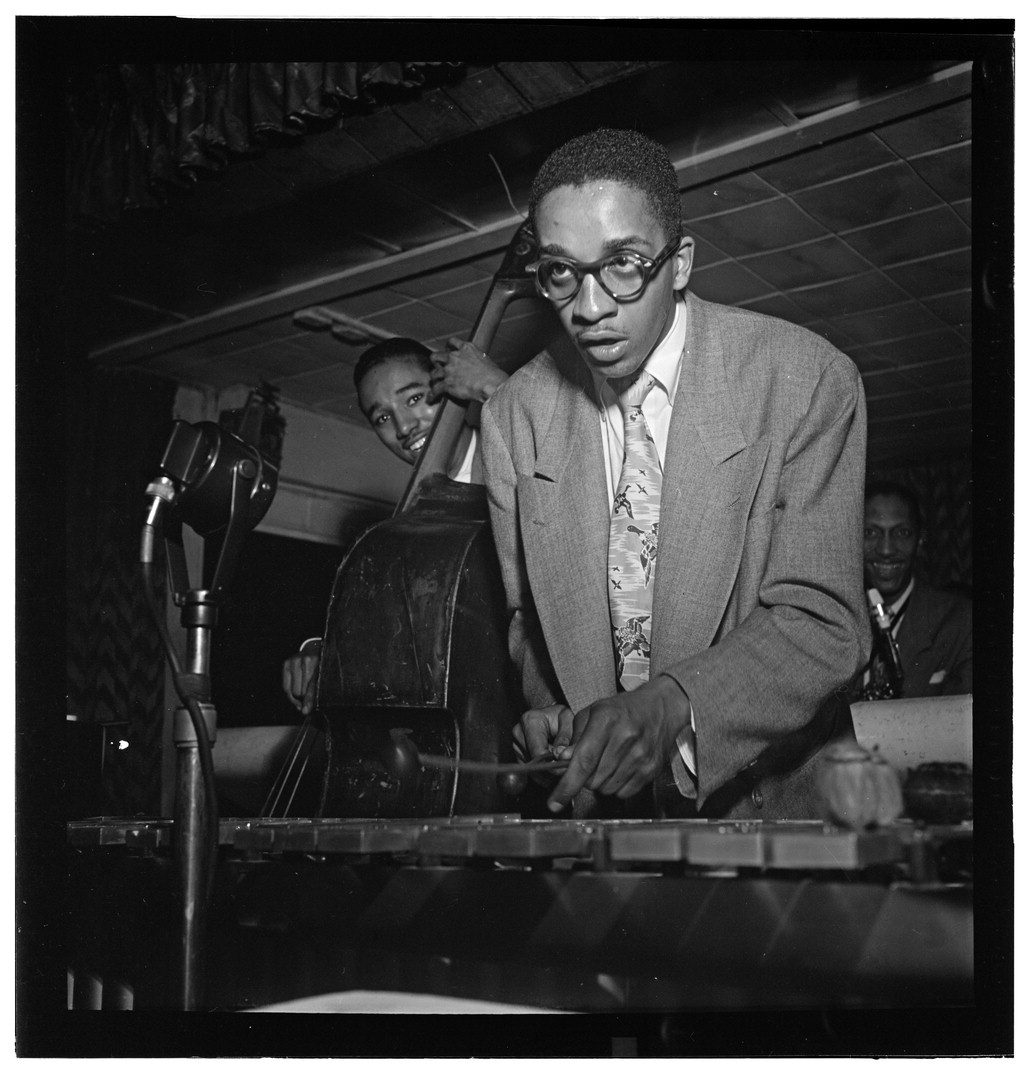
Milt Jackson und Ray Brown (links) um 1947. Foto: William P. Gottlieb

Nach Ansicht von George W. Harris, der das Album in Jazz Weekly rezensierte, zeige diese Sammlung, dass Michel Hausser mit seinen Zeitgenossen Milt Jackson und Teddy Charles durchaus mithalten konnte. Sein Klang sei selbstbewusst und entspannt, manchmal mit einem Marimba-ähnlichen Timbre, wie auf seinen Studio- und Konzertaufnahmen aus Frankreich von 1958 zu hören sei. Haussers Band mit dem berühmten Bop-Pianisten Henri Renaud, dem Bassisten Ricardo Galeazzi und dem Schlagzeuger Dante Agostini agiere entspannt und warm auf „Isn't It Romantic“, und der Vergleich von Studio- und Gig-Aufnahmen von „Rue Dauphine“ und „Blues pour le Chat“ zeige, dass das Team im Konzertformat noch einen draufsetzen konnte. Der Flötist Bobby Jaspar würde für ein knackiges „Moaning“ und ein warmes „I Remember Clifford“ sorgen und wird von Bebop-Schlagzeuger Kenny Clarke und Bongo-Spieler Humberto Canto bei einem eleganten „Cliff Cliff“ und einer Beatnik-Version von „Misterioso“ unterstützt.
Um die „großen Vier“ Red Norvo, Lionel Hampton, Milt Jackson und Gary Burton würden im „Vibraphon-Pool“ des Jazz auch weniger bekannte Leute schwimmen, darunter der Franzose Michel Hausser, schrieb Nigel Jarrett im Jazz Journal. Er war der typische Vertreter einer geschäftigen und fast autarken kontinentalen Jazzszene, in der er unter den europäischen Spielern nicht allein war.
Hausser verführe gleichermaßen durch die Qualität seiner Kompositionen wie durch seine klaren Improvisationen, die deutlich von der Technik Milt Jacksons inspiriert waren, den er 1954 kennengelernt hatte, schrieb Alex Dutilh (Radio France). Auch wenn der Blues in seinen Kompositionen und Improvisationen allgegenwärtig sei, werde sein Stil ständig von dem Wunsch verführt, über den Tellerrand hinauszugehen und sich der Moderne zu stellen.

## Besetzung
- Blues pour le Chat, Isn't It Romantic, Rue Dauphine, Everything Happens to Me: EP „Au Chat qui Pêche Vol. 1“ (Columbia, 1958). Paris, 23. April 1958

Michel Hausser (Vibraphon), Henri Renaud (Piano), Ricardo Galeazzi (Kontrabass), Dante Agostini (Schlagzeug).
- Rue Dauphine, Now's the Time, H.E.C. Blues, These Foolish Things, Blues pour le chat. LP Jazz sur la Croisette (INA) 11. Juli 1958

Michel Hausser (Vibraphon), Henri Renaud (Piano), Ricardo Galeazzi (Bass), Dante Agostini (Schlagzeug).
- We Dot. Jam-Session mit dem Donald Byrd Quintet und Zoot Sims & Michel Hausser. Live Cannes Jazz Festival, 11. Juli 1958.

Donald Byrd (Trompete), Bobby Jaspar, Zoot Sims (Tenorsaxophon), Michel Hausser (Vibraphon) Walter Davis junior (Piano), Doug Watkins (Bass), Art Taylor (Schlagzeug).
- Moanin’, I Remember Clifford, H.E.C Blues, Monsieur de..., It's the Talk of the Town. Made in Switzerland: LP Vibes + Flute (Columbia). Paris, 16. Dezember 1958.

Bobby Jaspar (Flöte), Michel Hausser (Vibraphon), René Urtreger (Piano), Paul Rovère (Kontrabass), Daniel Humair (Schlagzeug);
- Cliff Cliff, Phenil Isopropil Amine, Mysterioso [sic], Lullaby of the Leaves, Waiting for Irene, Chasing the Bird, Speak Low. LP Bobby Jaspar Quartet Featuring Michel Hausser (Barclay). Paris, 19. Dezember 1958

Bobby Jaspar (Flöte), Michel Hausser (Vibraphon), Paul Rovère (Kontrabass), Kenny Clarke (Schlagzeug).
- It's the Talk of the Town, Made in Switzerland. (Columbia)

Michel Hausser (Vibraphon), Paul Rovère (Kontrabass), Daniel Humair (Schlagzeug). P<ris, 9. Februar 1959
- 4 R, Taking a Chance on Love, Willow Weep for Me, Who, You?: EP „Michel Hausser Quartet – Vol. N° 2“ (Columbia, 1960). Paris, 9. und 10. November 1959.

Michel Hausser (Vibraphon), René Urtreger (Piano), Paul Rovère (Kontrabass), Daniel Humair (Schlagzeug).
- Opus de Funk, These Foolish Things, Tadd’s Delight, Jive at Five, Darn that Dream, Tune Up, Up in Hamburg. NDR Studio, Hamburg, February 26, 1960

LP "Michel Hausser Octet Up in Hamburg (Columbia). Hamburg, März 1960
Roger Guérin (Trompete), Luis Fuentes (Posaune), Dominique Chanson (Altsaxophon), Bob Garcia (Tenorsaxophon), Michel Hausser (Vibraphon), René Urtreger (Piano), Michel Gaudry, (Kontrabass), Daniel Humair (Schlagzeug).
- Blues a San Pauli.

Gleiche Besetzung, jedoch ohne Urtreger.
- These Foolish Things, Made in Switzerland. Michel Hausser All Stars. Live Festival d'Antibes, Juan-Les-Pins, 18. Juli 1961

Roger Guerin (in 1), Bob Garcia (in 1), Michel Hausser (Vibraphon), Georges Arvanitas (Piano), Michel Gaudry (Bass), Charles Bellonzi (Schlagzeug).